# Halvgud
Halvgud, eller semigud er mytologiske figurer, der enten er mindre magtfulde eller vigtige guder, eller hvor den ene af forældrene er en gud og den anden er et menneske. Under den sidste definition er halvguder hybrider, delvis guddommelig, delvis menneskelige. I en del mytologier findes der også beskrivelser af mennesker som er blevet guder, eller ganske enkelt ekstremt mægtige figurer som har kræfter som er ligestillet med kræfterne til guderne, selv om de i sig selv ikke er guder. Disse halvguder fremstår i myterne som helte, ved at være mere end mennesker, er de symbolsk begunstiget, forklaret konkret ved at de var af guddommelig ophav.
Eksempel på halvguder er Fionn mac Cumhaill fra irsk mytologi (søn af en høvding og en druides datter); troldmanden Merlin (en legende hævdet at han blev undfanget af djævelen med en prinsesse i et kloster); den sumerske kongegud Gilgamesh (som blev beskrevet som to-tredjedele guddommelig); den romerske helt Æneas (søn af prins Ankises og gudinden Venus); og den græske helt Herakles (søn af himmelguden Zeus og en dronning i Theben).
Mennesker i mange kulturer og civilisationer, særlig konger og herskere, har hævdet at de nedstammer fra guderne eller fra halvguder, uden at de selv nødvendigvis var guddommelige. Det guddommelige ophav var et "bevis" på at de havde guddommelig gunst og lykke.